# 德国铁路101型电力机车
德国铁路101型电力机车（德語：DB-Baureihe 101）是德国铁路使用的一款高效多用途三相交流传动电力机车的型号。它们是在1990年代中期，作为当时运行已超过25年的103型电力机车的替代者，由Adtranz委托共计生产了145台。与此同时，101型机车也取代了103型机车成为德铁长途运输的法定牵引机车，并在日常的运营中得到证明；然而德国高速铁路交通的标志性车型却已由103型转变为ICE列车。
此外，来自美国新泽西公共交通公司的ALP-46型电力机车也是基于101型机车的平台制造，但其车体设计却是源自庞巴迪TRAXX。

## 历史

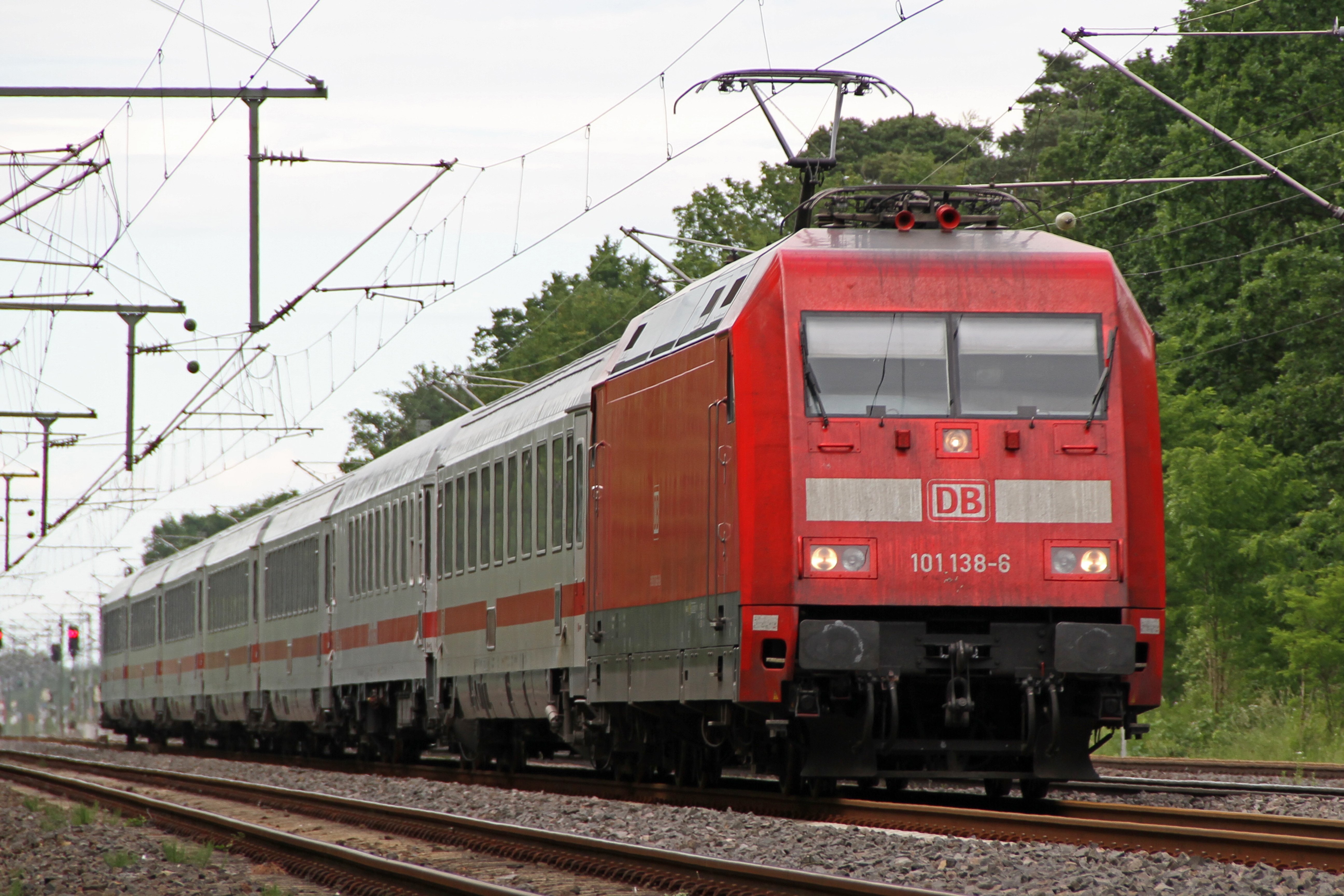
牵引城际列车的101型机车

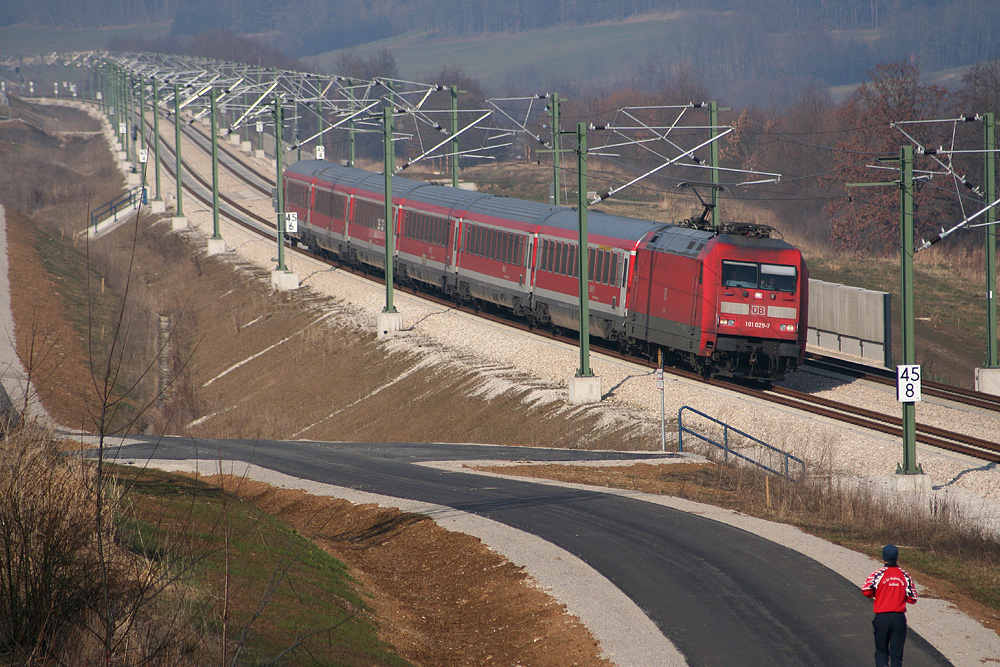
行驶于纽伦堡-因戈尔施塔特高速铁路的101型机车

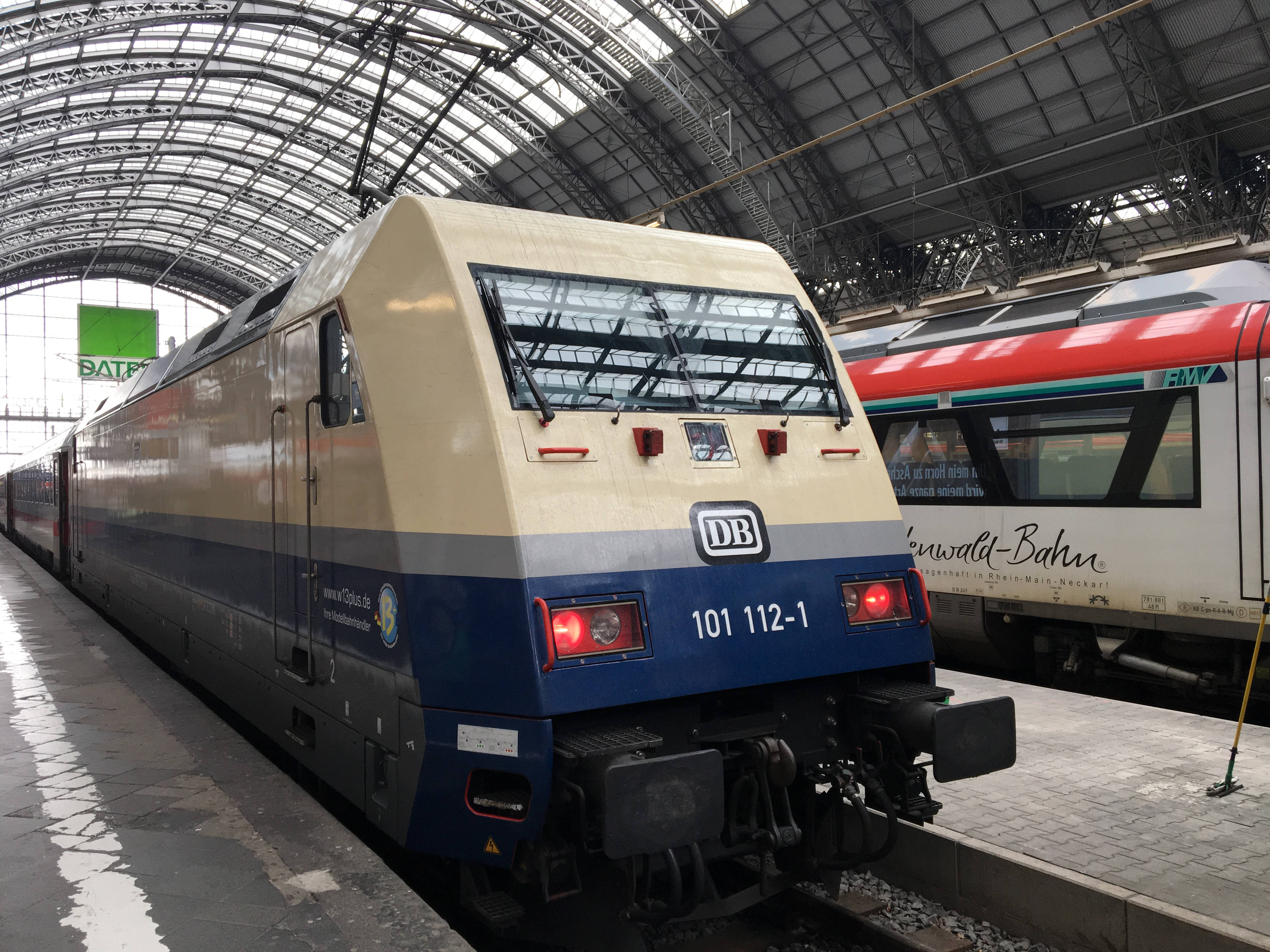
停靠于法兰克福中央火车站采用西德联邦铁路复古喷涂及标识的101型机车

1990年代初，用于牵引重载和快速城际列车服务的103型机车开始逐渐力不从心。尤其是多年来长期牵引大编组、两舱车厢等级的城际列车，以及每年高达35万公里的运行里程使得103型机车的营运能力达到极限。而德国铁路在推行“德铁90”（DB 90）计划后，试图以损耗运行降低运营成本，这也加剧了机车变流器、牵引电机及转向架框架的损坏。德国铁路亟需在短期内完成新式机车的替换，因为两德统一后，高速铁路网络开始向东部州份扩张，尽管ICE列车已经逐步交付使用，但高速电力机车仍然缺乏。
为此，德国铁路在1991年开始向各铁路制造商征求新的高性能机车方案，代号是121型。新型号使用三相交流电，输出功率6000千瓦，最高速度为200km/h。但是提交的方案价格过高，而且由于德国铁路内部部门的分化，这样一款全能型的机车便显得不再必要了。1993年12月，第二轮面向全欧洲的招标开始了。由于此次招标给与了各厂商相当大的自由空间，所以提交上来的型号有多达30余种，输出功率从5000千瓦至6000千瓦不等，也有采用单侧驾驶室的设计（类似于意大利E464型电力机车）。一些非德国厂商，如斯柯达、阿尔斯通等很快退出了竞争，因为过去的基于原型进行修改的设计制造模式已经不再符合德国铁路的要求。而德国国内厂商如西门子、AEG和ABB亨舍尔等所提倡的模块化制造模式开始引起关注。根据这种思路，生产厂商可以根据用户的需要使用不同的模块，進而制造出适应不同需求的机车。
此时，西门子及克劳斯-玛菲联合开发的欧洲短跑手127型001号机车已在轨道上初具雏形；AEG也利用自身的轨道车辆技术迅速研发出可供行驶的展示样车——AEG12X，并在随后定型为128型001号机车。ABB亨舍尔则没有现代化版本的样车，它们仅有一个名为Eco2000的概念在两台运营已达15年的交流传动机车120型机车上进行技术演示，并将这两台机车转换为测试车辆。
由于Eco2000的元件开发是基于两台前期生产的120型机车，因此ABB在1992年对120 004号和005号机车进行改造，使得新技术得以在实际运用中进行测试。其中120 005号机车搭载了基于可關斷晶閘管技术的新式变流器及全新的电子控制设备；120 004号机车则使用了由ICE列车改装的转向架，以及此后运用于101型机车主变压器中的生物降解多元醇酯冷却剂。两台机车在此配置下参与了日常的城际列车运营，并在长距离的牵引工作中从未发生故障。
1994年，德国铁路决定将新式101型机车的采购订单授予ABB亨舍尔。其它制造商则获得了根据它们各自的原型车开发出145型机车（AEG）和152型机车（西门子/克劳斯-玛菲）的订单。由于此时ICE列车已在短短的几年内完全取代了长途客运的任务，因此101型机车也可用于快速货运列车的牵引任务（例如时速达160km/h的国际货列）。
101 003号机车作为首台机车在1996年夏天出厂。它与另外同型号的前三台机车一样，仍旧采用鮮红（RAL 3031）的配色方案。而在此后交付的机车中则已改用标准的交通红（RAL 2020）涂装。同时，由于ABB亨舍尔已与AEG合并为新的公司Adtranz，使得机车车体有部分在亨尼希斯多夫生产、部分在卡塞尔生产。由亨尼希斯多夫焊接的车体会通过平板运输车经由高速公路运送至卡塞尔，并在那里装配由弗罗茨瓦夫生产的底盘后，最终完成出厂配置。全部145台机车均配属汉堡埃德尔斯特德机务段。
在2000年6月2日发生的布吕尔铁路事故中，一台101 092号机车因超速而脱轨撞向路边的一幢房子，随后机车被拆解。至2001年5月底，德国铁路决定重新制造这台机车。
在2003年初，由于101型机车出现的高故障率状况使其部分牵引任务被103型机车和120型机车接管。过多的小尺寸传动设备被认为是造成许多101型机车故障的主要原因。时至今日，这一型号的机车已被发现有3处缺点：
1. 变流器设备未作适当屏蔽，使其会对调度无线电通话造成干扰
2. 牵引电机的转速传感器被证实为太弱（随着时间的推移，这一问题已得到修复）
3. 变压器的一些特定组件容易损坏，使其无法在固定的工作时间表内完成正常运营

## 车体

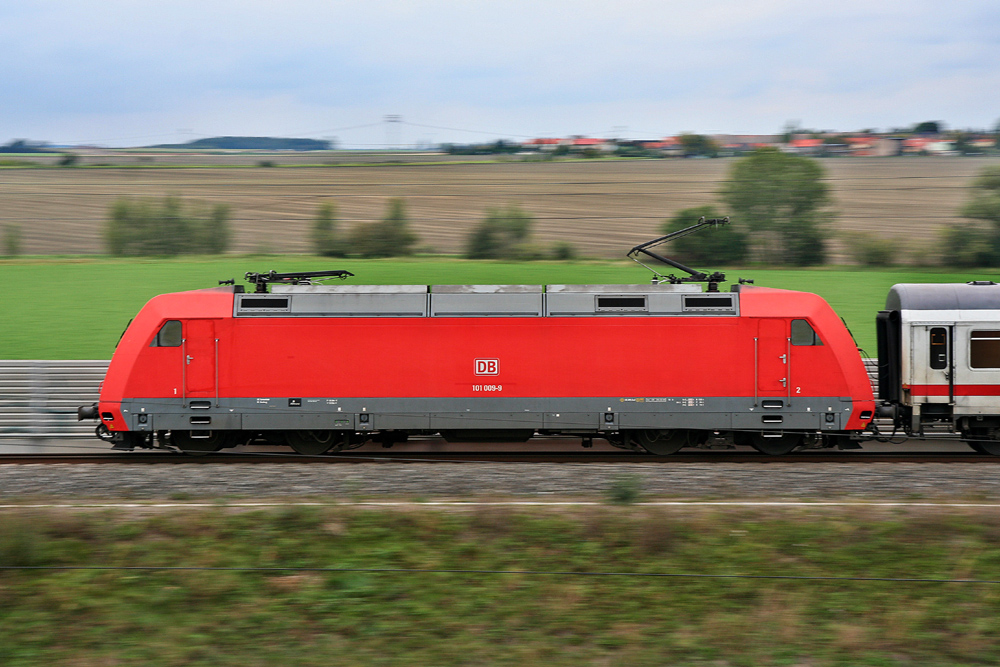
牵引城际列车的一台101型机车

与其它所有德国铁路的新造机车一样，101型机车首次采用了宽体、斜面的前端设计。同时基于成本考量，机车车体也必须尽量精简。因此，它与采用多元化弧形前端设计的103型机车区别较大。进一步升级机车前端已经没有太大意义，因为个体机车与车辆之间的距离已在不断增加。尖锐的前端设计还有一个好处，它可在运行中迅速抵消由湍流带来的风阻。
101型机车的驾驶室侧窗被设计成一个可旋转的滑动窗口，因此避免了使用经常容易生锈的窗槽。制造商还在侧窗顶部设置了相搭配的黑化模糊玻璃。驾驶台的设置与120型机车和ICE-1列车类似，都是集中安装在右侧。这种驾驶台的設置可以节省一面昂贵的全副挡风玻璃。
101型机车的另一个特点是转向架保护罩。它们按车架长度的覆盖范围被纵向安装在车轮轴承上方。
为了达成底盘的支撑结构，由亨尼希斯多夫生产的车体框架与Adtranz弗罗茨瓦夫工厂生产的底盘通过C型材紧密的焊接在一起。对于机车前部，制造商则采用箱型结构焊接。机车前端的缓冲器抗压设计高达1000千牛，挡风玻璃下方的部位也可承受700千牛的启动负荷。机车前轮的挡板厚度为8毫米，其它前侧外壳和底板的厚度则分别为4毫米和3毫米。侧壁的框架是按区域垂直排列，覆盖面的外壳则采用3毫米厚的板材。车顶为铝金属构造，其框架由三条5至6毫米厚的桁架焊接而成。斜顶面板和通风格栅作为车顶的一部分可以被移除。

## 转向架

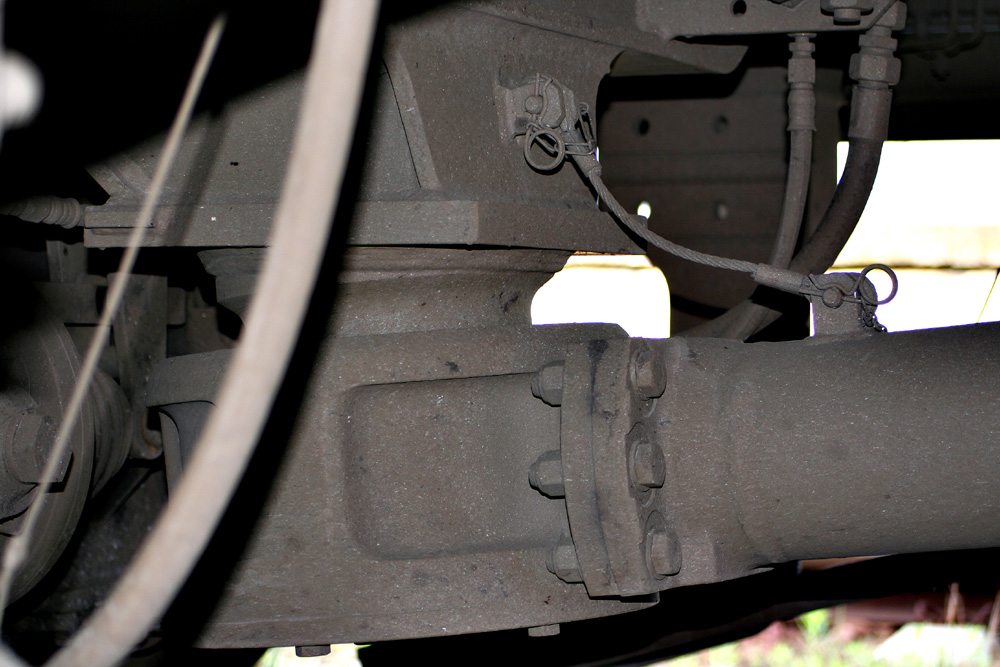
101型机车转向架构架的铰接（左上方）使用低位铰接（下方从右进入）

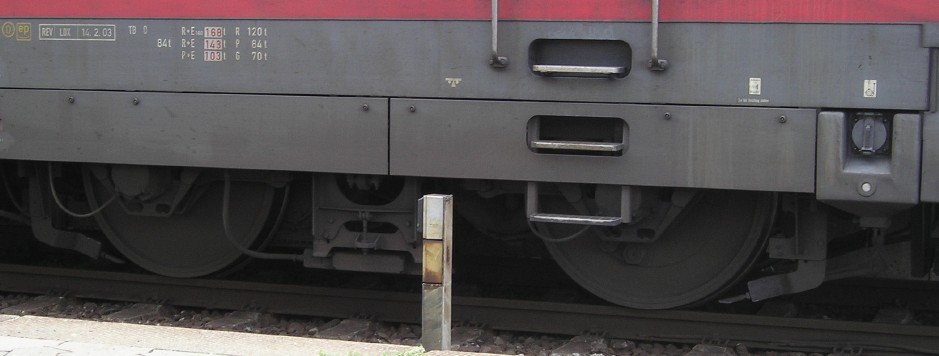
101型机车使用的大轮对、短轴距转向架

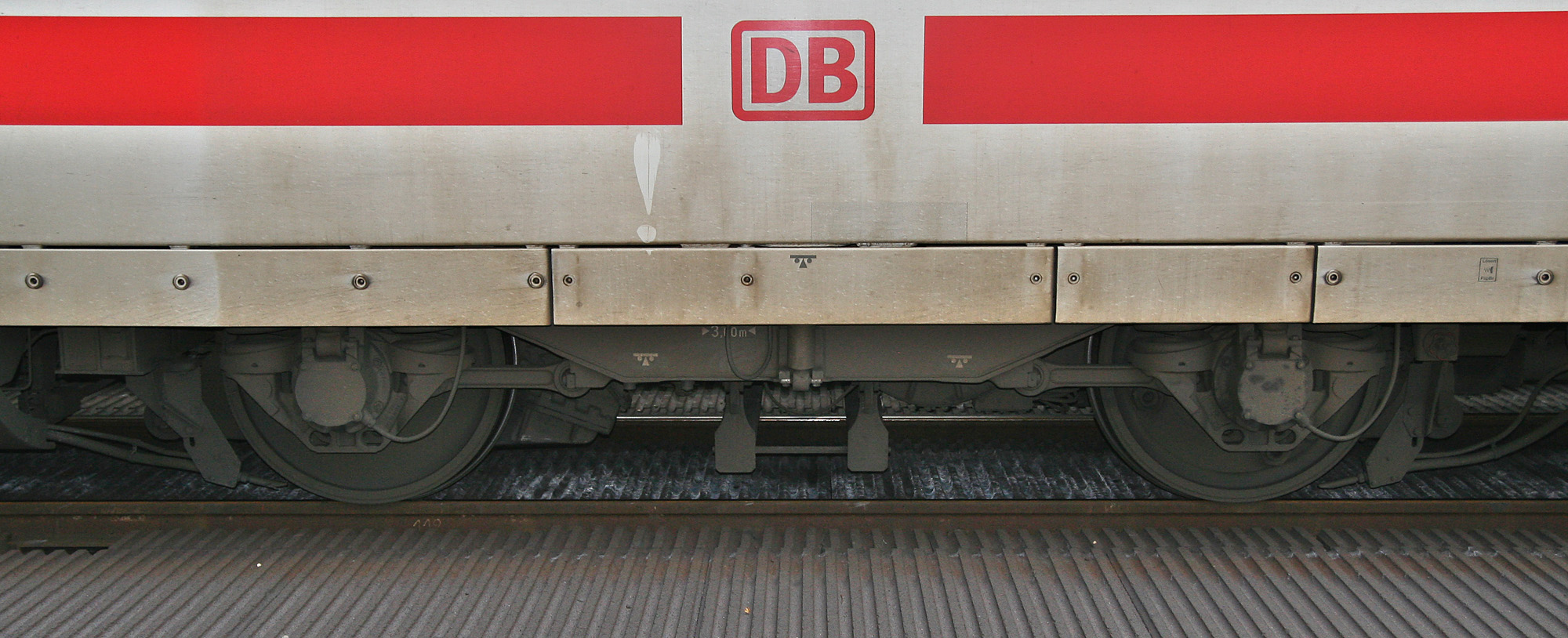
ICE-1列车使用的小轮对、长轴距转向架

Adtranz和亨舍尔想要为101型机车开发一款可提供最大灵活性的的转向架。因此其设计直接衍生自ICE列车中时速高达250km/h的转向架，尽管101型机车的最高限速仅为220km/h。它同时也可与使用其它轨距的轮对相兼容。此外，这款转向架还可以像瑞士联邦铁路Re460型電力機車一样对转轴进行径向调节，但德国铁路始终没有使用这项功能。
这款转向架设有一个无相交的枢轴销，转向架与机车之间通过连杆实现传动。转向架使用箱形截面焊接。螺旋弹簧置于转向架上方，使得转向架构架稍微向下弯曲。每组转向架的4个螺旋弹簧负责控制垂直的弹簧行程。压缩空气设备和制动钳作为顶部支撑置于螺旋弹簧上方。顶部支撑的内部则搭载有大量的连杆销。连杆通过低位铰接将产生一个作用点，它离轨道上缘仅有约150毫米。转向架构架还有一个车架横梁的螺纹连接设备，它作为装置辅助工具使用，可在车体悬挂的动力装置中转动。电机通过转向架顶部支撑的摆件相连。转向架的水平位完全无需承载动力装置，后者40%的重量由转向架的垂直部承载，其余60%的重量则由车体弹簧承载，進而达到最轻化悬挂质量的研发目的。
101型机车转向架的轮对间距为2650毫米，比3000毫米的ICE列车轮对间距更低。这一减低可使机车通过更窄的轨道半径。101型机车还使用比ICE列车直径更大的轮对（101型：1250毫米；ICE列车：1040毫米）。紧凑型的转向架可以降低机车车体与转向架之间的相对运动，电导线可以从电机外部的通风设备中引出，進而实现简化安装和延长使用寿命的目的。

## 传动

### 传动机组
德国铁路要求的电动机和变速器规格为连续运行200万公里无故障。这使得101型机车的电动机和变速器需要进行重新设计，因为原120.1型机车并不能满足这项要求。ABB开发出了整体集成传动单元（Integrierten Gesamtantrieb，简称）。在IGA中，内置于齿轮箱的小齿轮传动架被直接安装在电动机上。这种结构还可使中间齿轮也内置于齿轮箱中。漏油的风险则通过避免对轴承支撑架进行分工设置来降低。
由中间齿轮产生的传动力矩会首先通过一个橡胶万向接头，再经由空心轴输送至与车轮相对应的6个紧密螺栓。传动齿轮比的设计为3.95:1。传动电机自身转轴的转数最高可达每分钟3940转，并随着车轮的摩擦可提供220km/h的最高速度。传动机组中的中间齿轮在电动机与空心轴之间形成有足够的距离，以便可以在空心轴上安装盘式制动，这也是因为车架横梁和枢轴销之间的制动盘安装空间不足。
盘式制动器是分立和内通风的。它可以从下方被直接替换而无需拆除空心轴。机车制动主要是采用电阻制动。但它同样可以使用再生制动，即将电动机转化为发电机使用。盘式制动器和再生制动之间的相互作用由制动电脑控制。每个车轮都有其自身的制动缸，而每个车轮的制动缸则使用弹力制动。
牵引电动机不设壳体。定子组件被集成在牵引设备和印压板材之中。它们组成了一个类似的外部构造，因此壳体是多余的。冷却气体通过管道和散热孔流通。转子组件使用硅钢，也被集成在板材内。铜质的转子导条则被楔入板材叠片的插槽中，并通过铆接固定。

### 变压器机组
101型机车使用的是重达13吨的大功率变压器机组，它也被运用于其它前期生产的德国电力机车上，但其冷却剂使用的材料为多元醇酯。变压器被悬挂在车体的底部，進而使得机舱可以非常整洁。变压器的大多数组件都可以从机舱过道中取出。
德国铁路要求机车的总能量轉換效率达到85%以上，而此前的交流传动机车通常只能达到80-83%。因此对变压器尤其是变流器进行优化变得十分必要。德国铁路曾计算，单台机车在运行中每增加一个百分点的能量轉換效率，即可节省50万马克的能源消耗成本。能量轉換效率的增加还得益于101型机车对絕緣柵雙極晶體管（IGBT）作为辅助变流器的使用。
变压器设有4个次级感应线圈用于牵引动力，并有1个加热线圈、1个滤波线圈和2个315伏线圈用于辅助运作。其中一个线圈为变频器供电，再向机车的30台辅助运作设备输送交流电；当中包括空气压缩机、变流器冷却机、4台牵引电动机风机和2台变压器冷却机，以及泵机和冷却扇。其它的辅助线圈则为驾驶室取暖及蓄电池充电器供电。

### 牵引电流
101型机车可以单独调节每个牵引电动机的牵引力。这使得所有的轮对在任何情况下的摩擦值都可以得到最有效利用。轮对调节则提供了另外的优势，机车在传动总成损坏的情况下仍可按正常值75%的牵引功率继续运行。而通过转向架调节只能达到正常值50%的牵引功率。

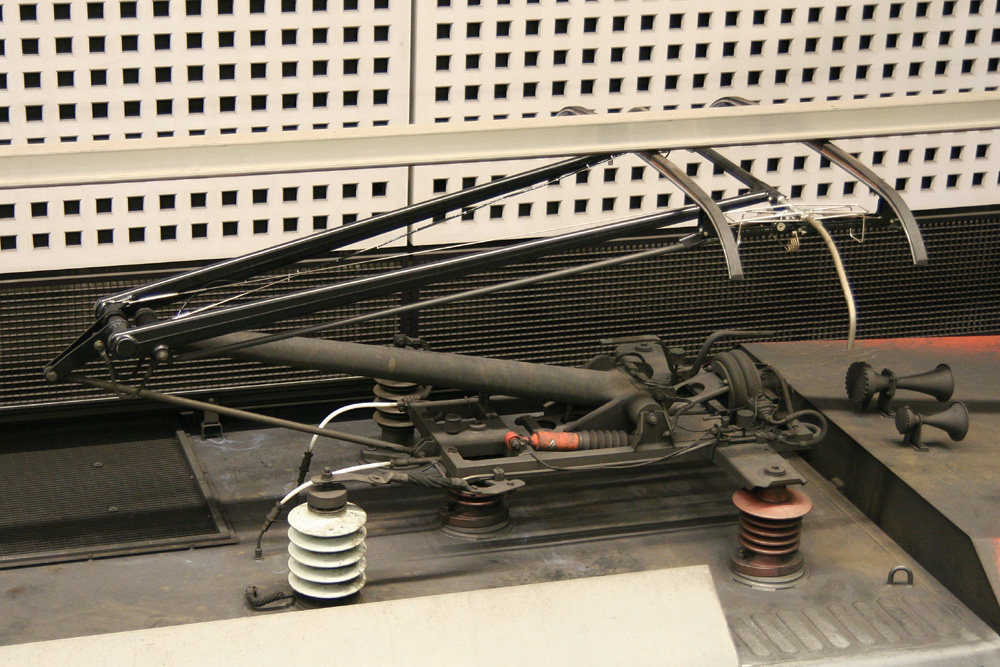
101型机车使用的DSA 350 SEK型受电弓

变压器中的4个牵引力线圈均分别与牵引变频器相连，它们包括以下组件：四象限整流器、直流电压中间回路和脉冲逆变器。其中四象限整流器和脉冲逆变器均采用通用型的变流器模块。每个模块都包含功率半导体器件和布线保护装置。变流器的可關斷晶閘管由脉冲控制，并通过推力控制器的光纤进行传导。半导体及变压器通过多元醇酯冷却。中间回路为陷波器结构，它被调节至电网频率的两倍大小至33.4赫兹，用作平息由单相电气化铁路网供给的脉冲功率。
在机车运行时，来自架空电缆的电能将通过机车顶部的DSA-350 SEK型受电弓（德國斯特曼公司製造）进行接收，并通过主变压器原线圈中的主断路器和电流互感器导入，再来到4个次级线圈（对应每个牵引电动机）中。在这里，每个线圈的所附带的交流电压将输入四象限整流器，经过整流后再导入直流电压中间回路。脉冲逆变器则将来自中间回路的直流电压转化为变频传动的三相交流电压，進而启动异步牵引电动机。
在制动模式中，牵引电动机将作为发电机运作，并将交流电输入脉冲逆变器。脉冲逆变器此时又作为整流器运作，随后四象限整流器将直流电压转换为交流电压，再通过变压器将电流输送至电网。
牵引变流器被设置在机舱的中部，过道的左侧和右侧各有一个。

## 软件

### 防滑转及AFB系统
101型机车配备有自动化驾驶及制动操纵系统（简称AFB），它支持火车司机进行恒定车速设置。
机车还拥有一具超级防滑转调节系统。与常规的防滑转调节系统相比，它可以防止任何形式的滑转，超级防滑转调节系统使得车辆速率与轮周速率间存在一定的宏观差异，这便是所谓的超级防滑转。因此，车轮和轨道之间的最大附着力可以得到利用。由于超级防滑转调节系统需要调用非常精确的数据，因此机车均安装了速度测量雷达。而在此期间，超级防滑转调节系统已被证明在没有雷达的情况下也能运作。

### 控制技术及诊断

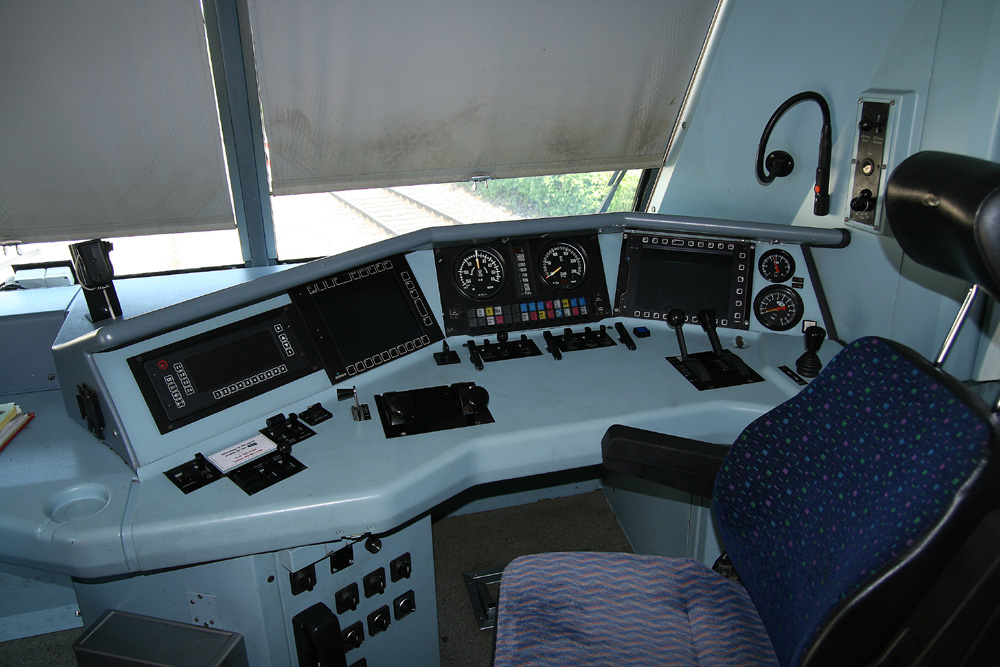
101型机车驾驶室

101型机车采用与ICE列车相同的牵引力控制系统，这是由ABB特别开发的16位元计算机控制系统。作为多处理计算机系统，MICAS S主要负责以下功能：机车性能、上级列车控制以及动力控制的周边管理（微机）。
车辆的操纵、监控和诊断由一个数据总线系统控制（车载电脑）。与120型机车相比，其布线量显著减少。总线系统的线路大部分内置于机车侧壁中。中央控制单元（Zentrale Steuergerät，简称）是这个车载电脑的核心，它被集成了两套以备不时之需。所有的信息通过或系统进行采集，再传送至。任何关于机车重要功能的指令均需要通过启动。
有4组计算机负责处理车辆和列车控制系统。它们同时还对列车紧急停止装置和机车驾驶进行监控，并可对车辆进行故障诊断。在这一级别的控制系统还包括连挂列车时刻复合显示屏（ZMS）和动力集中式/双层列车复合显示频控制系统（ZWS/ZDS）。
101型机车使用LZB 80或PZB 90作为列车保护系统。101 140号至101 144号机车则使用欧洲通用的ETCS并顺利通过测试，因此所有其它同型号的机车均在2001年中以前配备了ETCS系统。
101型机车搭载的诊断系统是从ICE列车进一步发展而来。因此维修中心可以通过这套诊断系统随时查询每台机车的故障信息，而无需依赖铁路线上的特定地点。如此便可及时对接下来的检查和工作周期做好准备，并缩短机车的维修停留时间。相比之下，ICE列车的诊断资料却只能在铁路网中的特定地点获取。维护装置则可对即将发生或已存在的故障信息获取更为精确的数据，并协助火车司机对误差进行修正。它显示的内容包括机车本身存在的或仅由火车司机要求的故障信息。

## 运用
| 线路坡度在3‰以内的性能参数 | 线路坡度在3‰以内的性能参数 | 线路坡度在3‰以内的性能参数 |
| -------------------------- | -------------------------- | -------------------------- |
| 列车重量                   | 速度                       | 列车类别                   |
| 500吨                      | 220公里/小时               | 城际列车                   |
| 600吨                      | 200公里/小时               | 城际列车                   |
| 800吨                      | 160公里/小时               | 行包城际列车               |
| 1200吨                     | 120公里/小时               | 货际列车                   |
| 2200吨                     | 100公里/小时               | 混编货运列车               |

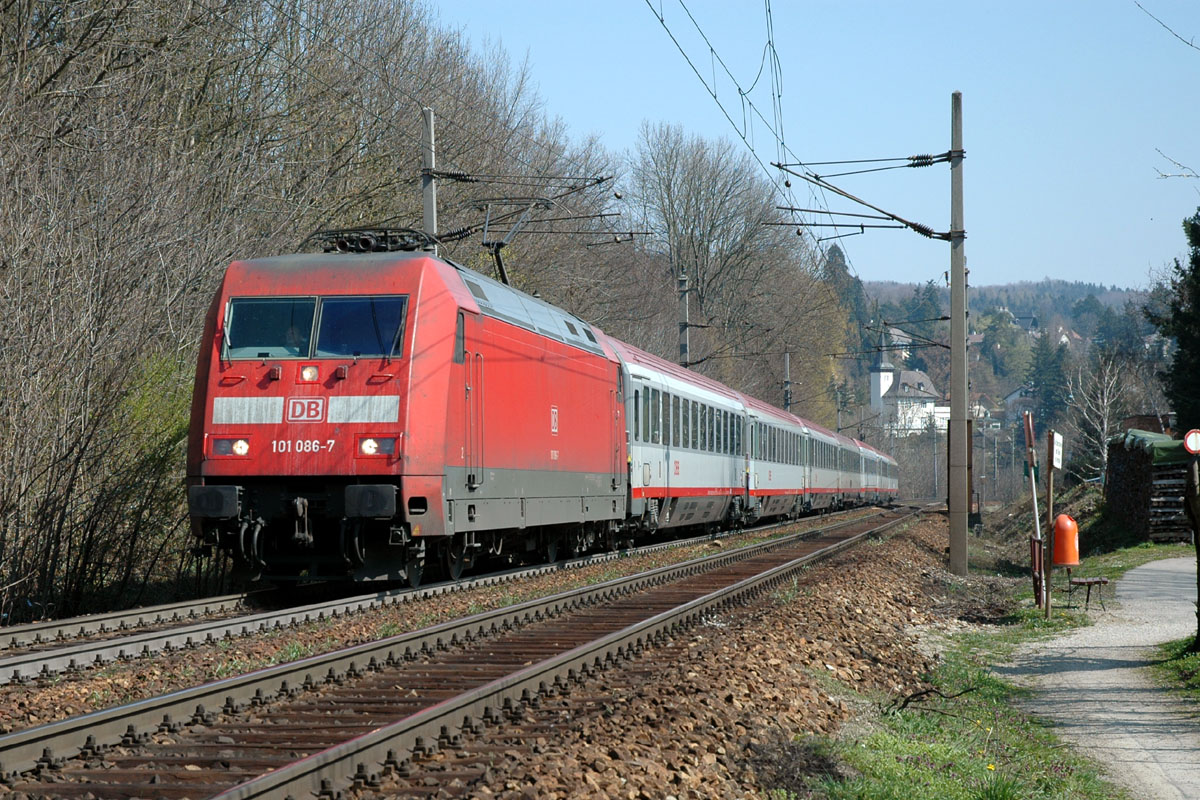
101 086号机车在奥地利的国内线路中牵引ÖBB-IC640次列车由维也纳开往萨尔茨堡

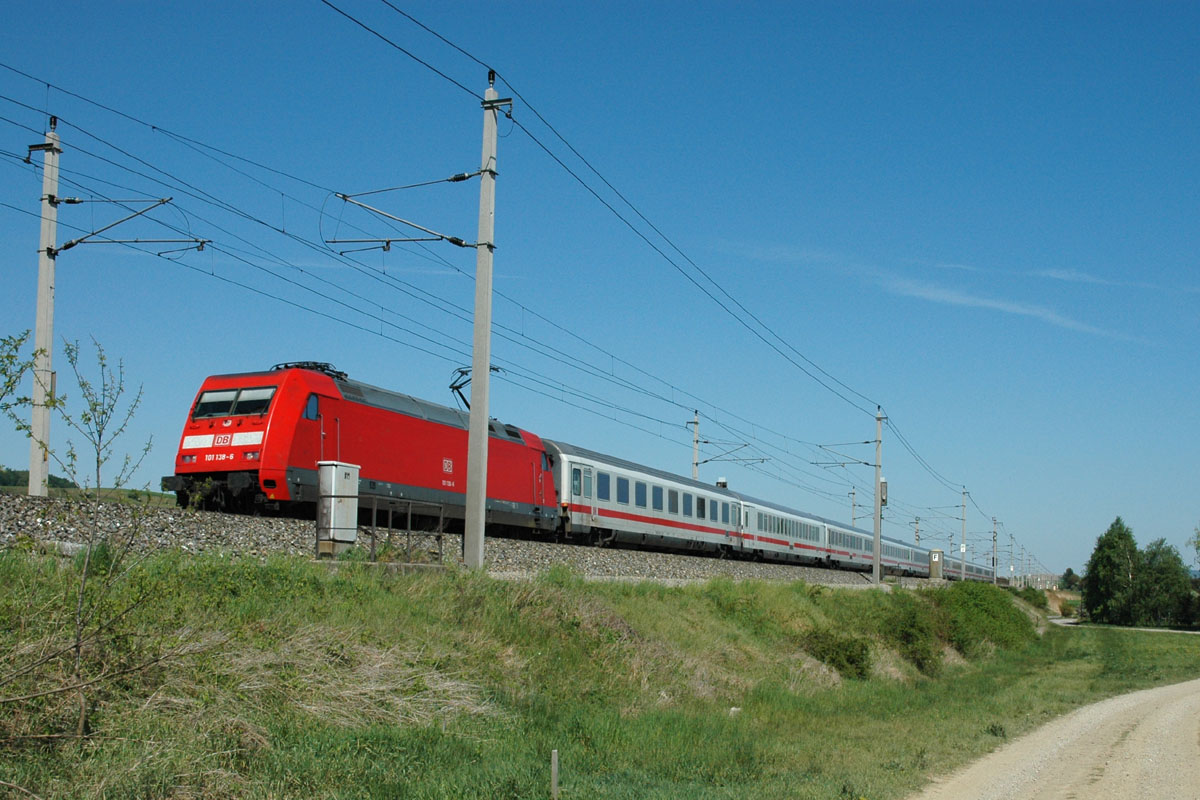
101 138号机车牵引EC22次列车运行于奥地利西部铁路

101型机车全数配属汉堡埃德尔斯特德机务段。在1997年的夏季运行图中，首台101型机车参与了为期十天循环运营使用。最初，新造的101型机车取代了111型机车，在汉堡－康斯坦茨的线路中担当重载区际列车牵引任务。至1997年的冬季运行图中，已有21台101型机车接替了103型机车的运行，这一数量还在同年末增加至60台。101型机车的生产交付一直延续到1999年夏天，直至该系列的最后一台机车从卡塞尔的亨舍尔工厂出厂。
从1999年至2004年，两台采用银色涂装的101 130号和131号机车以及两台采用交通红色涂装的101 124号和126号备用机车被运用至大都会快车。这四台机车作为动力分散式列车的牵引机车，搭载了MET总线（绞线式列车总线），并在每个驾驶室配备一个额外的车载电脑。它可同时获取机车及控制车的数据，并对列车车厢进行遠端控制。
在夜间及周末，101型机车大多用于货运列车的牵引任务，例如的德铁辛克铁路旗下时速可达160km/h的行包城际列车。德铁长途运输亦同意在长途客运完全转变为动力分散式列车运营后，可将101型机车全数交付德铁辛克铁路。而随着慕尼黑-纽伦堡快车的开行，101型机车也可用于区域快车服务。
与此同时，101型机车已经证明了自身是德国铁路在长途客运中最为重要的机车。虽然101型机车在大多时候的牵引速度不及103型机车，但它在困难摩擦条件下启动的防滑转调节系统可为每个轮对有选择性的提供扭力调节，進而达到比103型机车更高的运营效益。

## 实验及探索

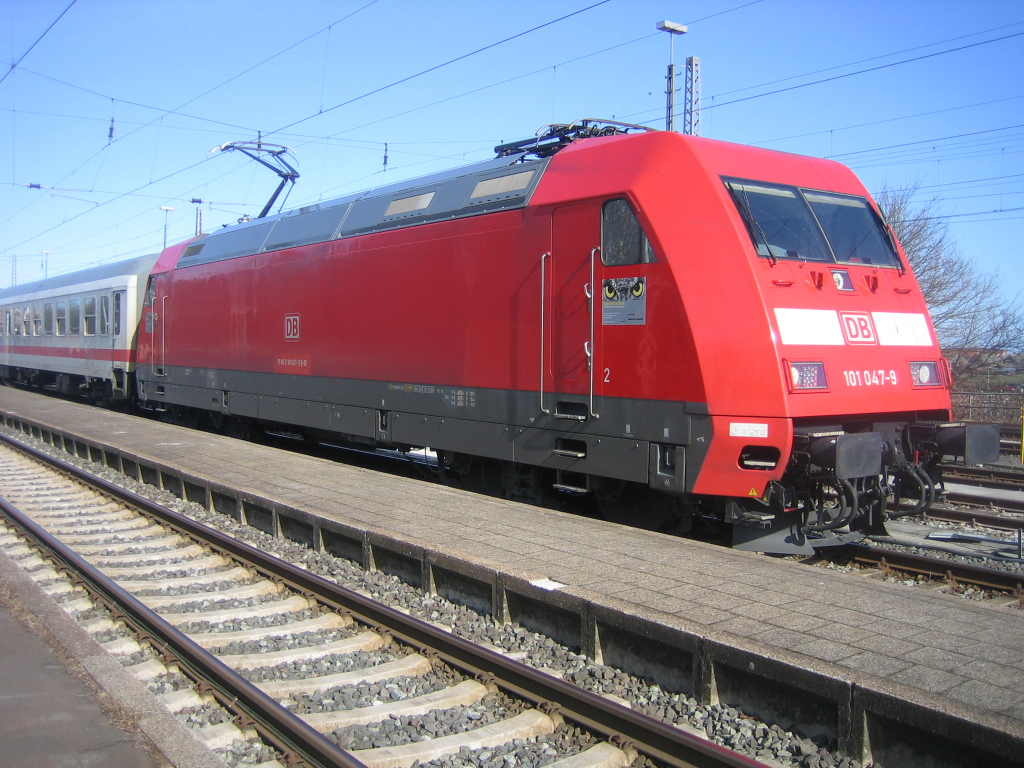
装配了LED车灯的101 047号机车

101 047号机车在2009年12月装配了LED车头灯和车头灯加热设备。这台实验机车是为了测试对所有同型号机车进行转换是否具备经济性。采用国际铁路联盟（UIC）车头灯规格的LED技术此前已被运用于其它型号的新造机车，而101型机车配备的是新式的暖白色LED，它代表了LED技术的现行最高标准。另一项通过LED实现的新功能是远光灯照明，这也是在全球轨道车辆技术中的首次应用。因此即便是在低温冰雪的极端气候条件下，这款配备温度调节的机车头灯仍可保持可见状态。

## 车体广告
由于车身侧面平滑，且运行路线遍布全德国，101型机车也成为了一个流动的广告媒介。在新车刚交付不久，首台101 001号机车便被漆上音乐剧《星光快车》的广告涂装，随后拜耳、德国农业中央销售公司、巴登-符腾堡州政府、各大航空公司以及曼海姆鹰冰球队等都跟风而上，在该型机车上涂装广告。德国铁路也在机车上刊登自身新定价体系的广告。
这些广告并不是直接在车体上进行喷漆，而是先列印在塑料镀膜上，随后再粘贴至车体。截至2006年年中，101型机车已经使用过约200种广告涂装，其中大多是采用相同的镀膜方式粘贴。

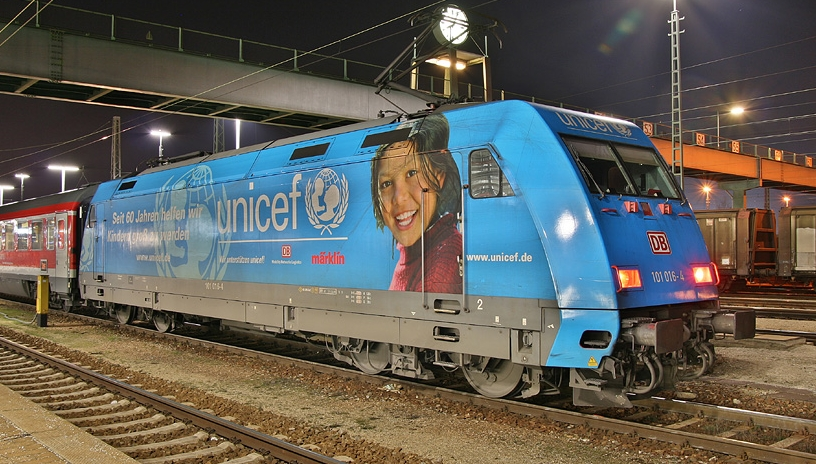
搭载UNICEF广告的101 016号机车
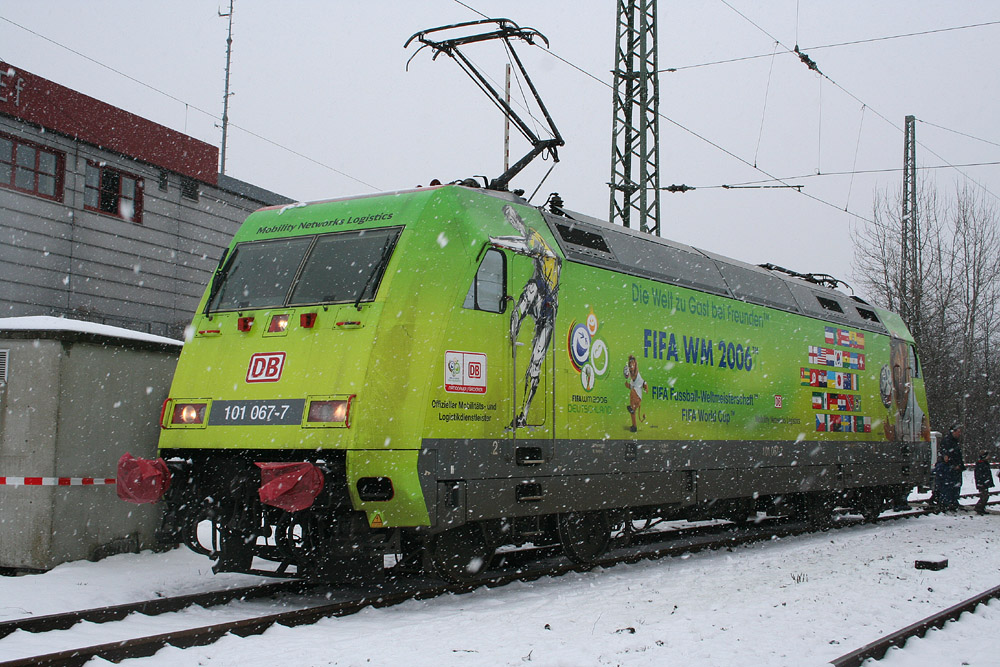
搭载2006年世界杯广告的101 067号机车，德国铁路为该届赛事的主赞助商之一
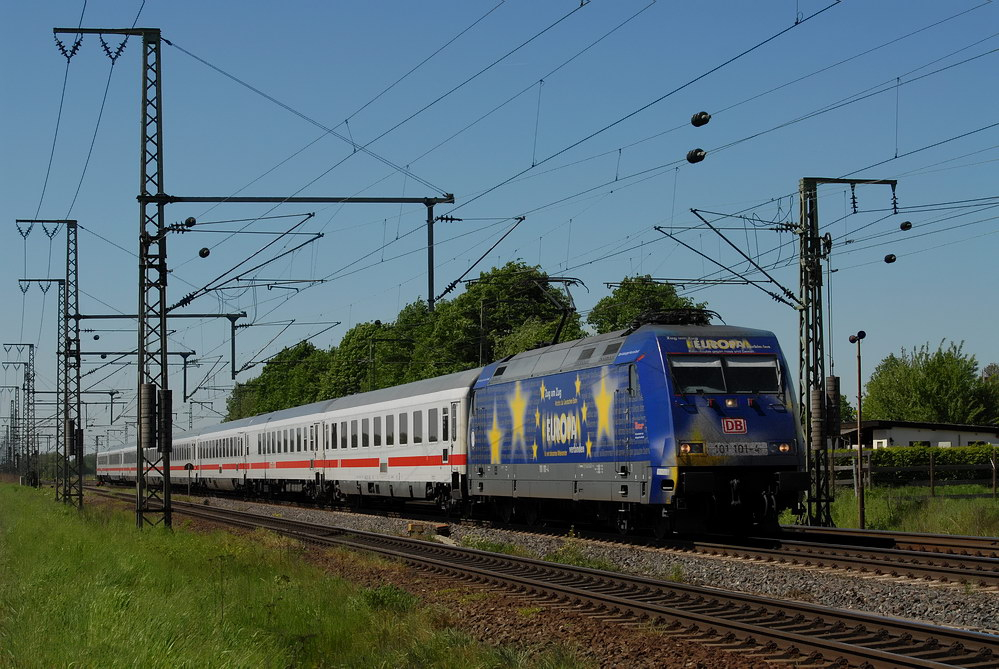
采用“欧罗巴”涂装的101 101号机车
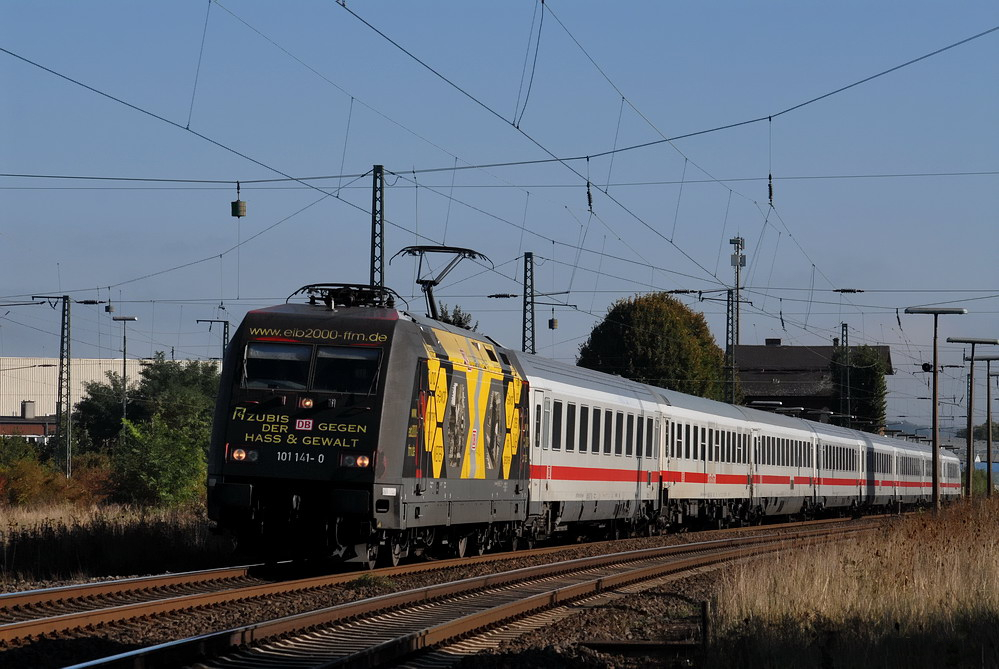
印有“2000年学徒反对暴力”标语的101 141号机车
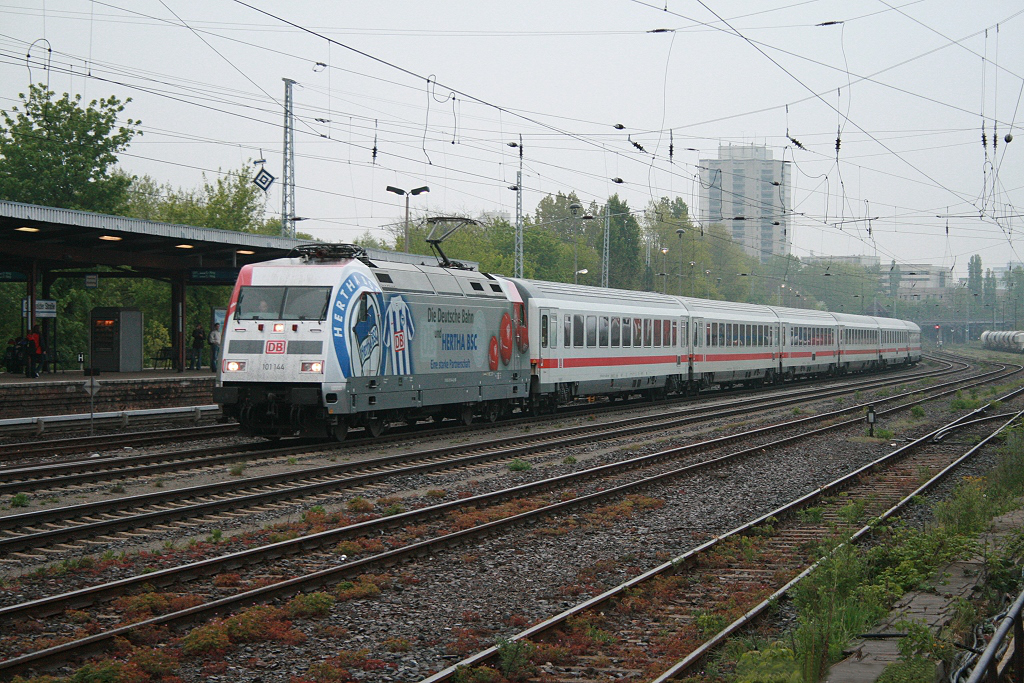
搭载柏林赫塔队广告的101 144号机车
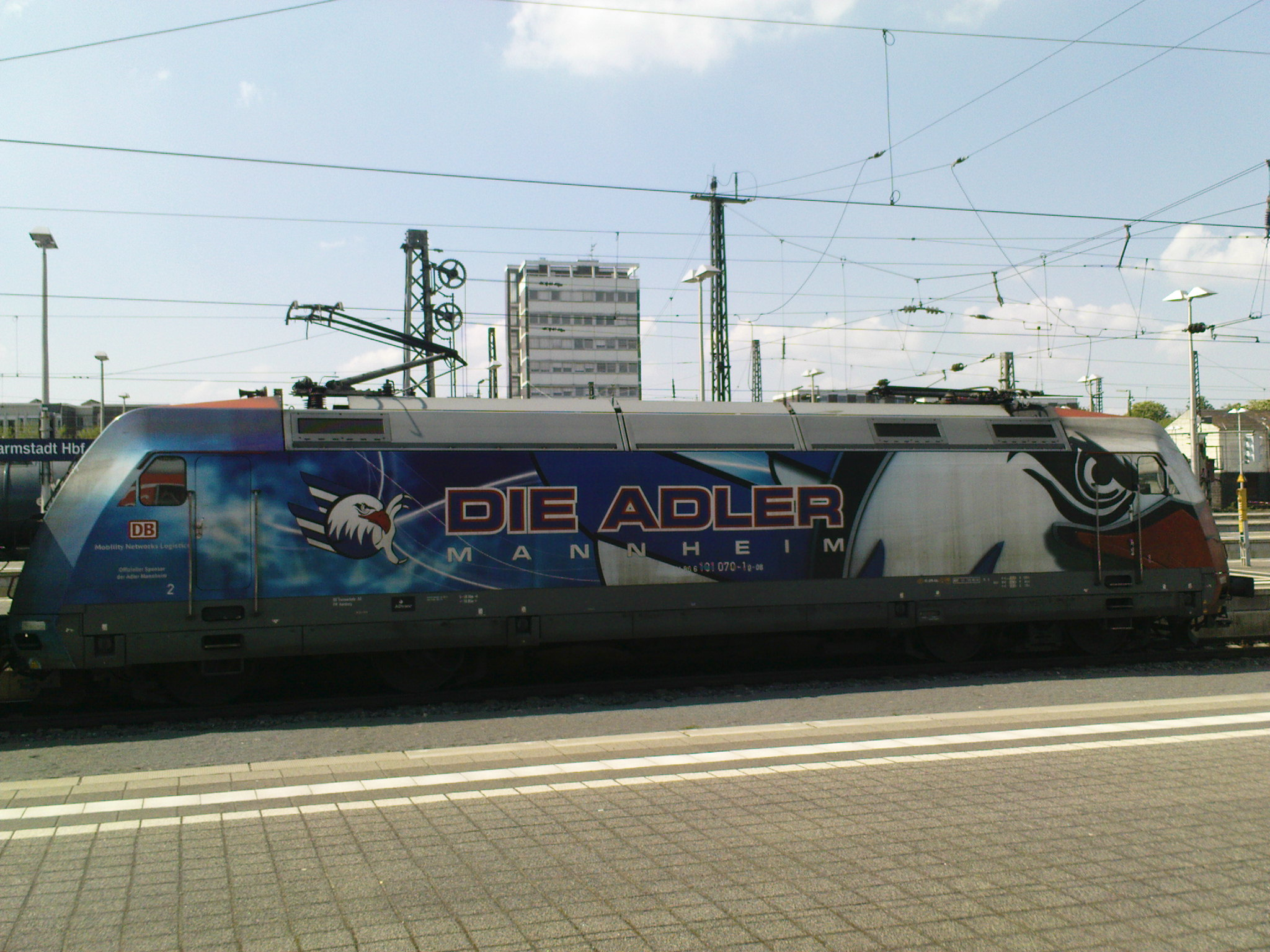
搭载曼海姆鹰队广告的101 070号机车
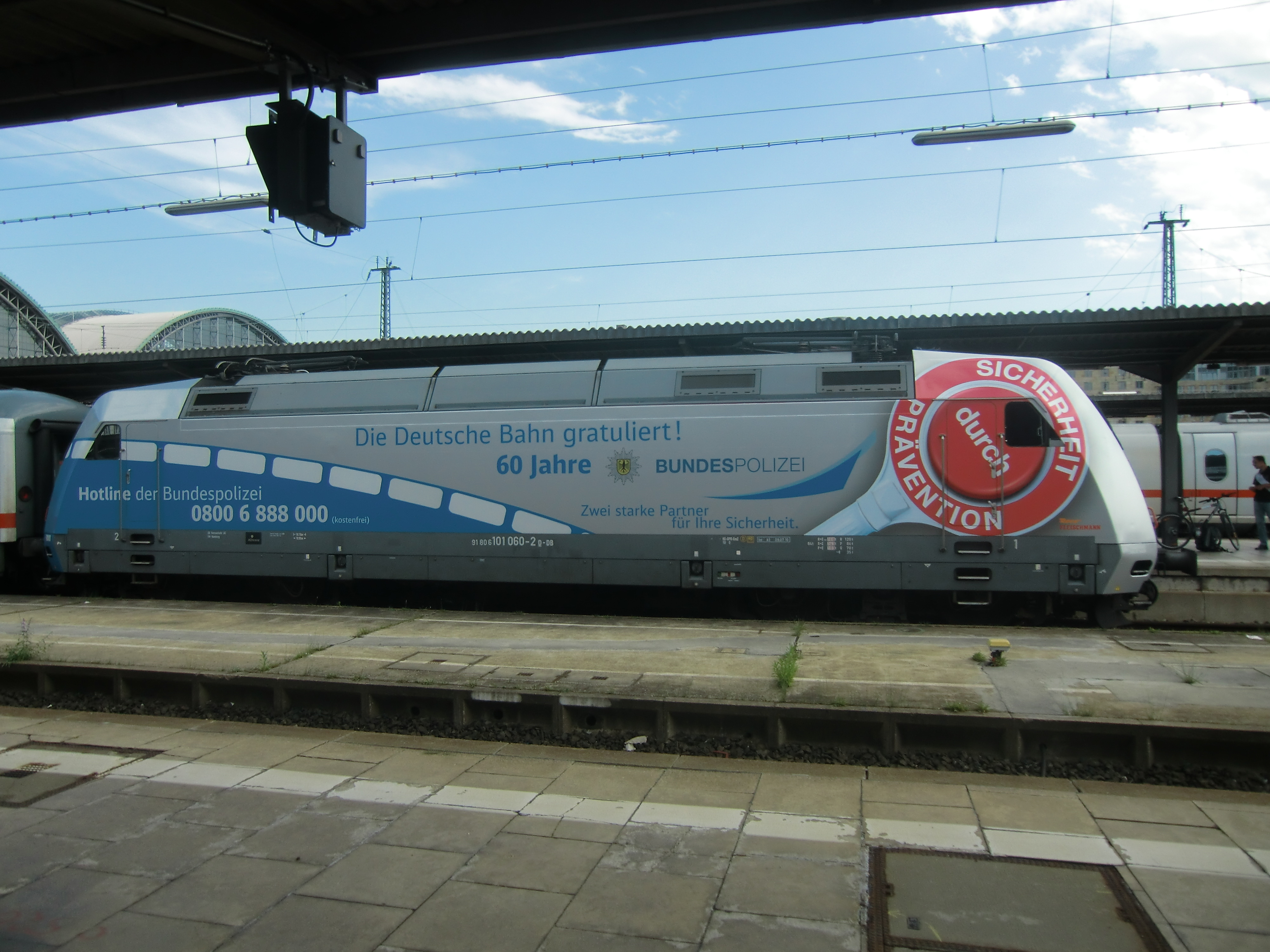
印有“联邦警察60周年”标语的101 060号机车
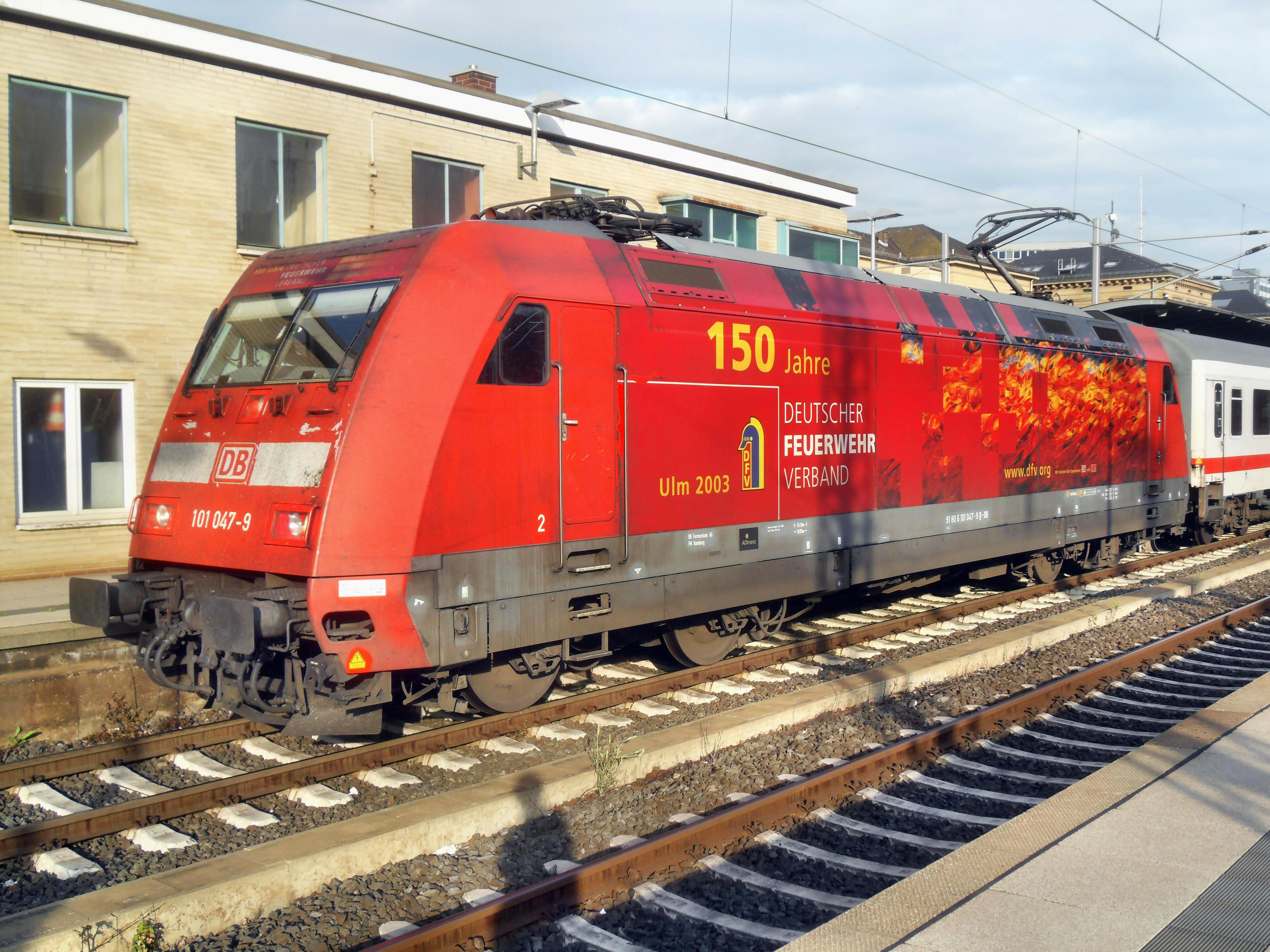
搭载德国消防员协会（德语：Deutscher Feuerwehrverband）广告的101 047号机车
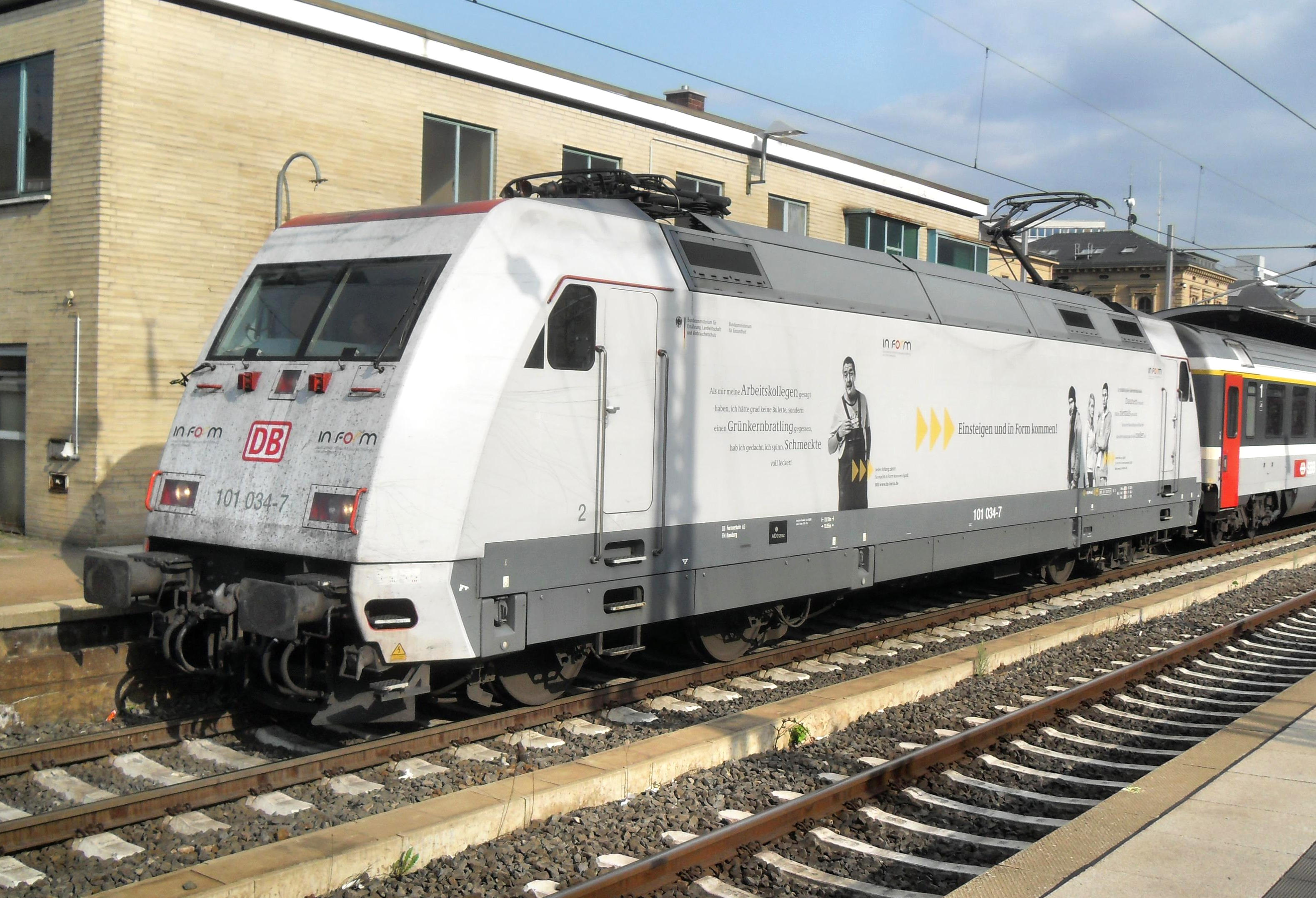
搭载德国联邦卫生部广告的101 034号机车
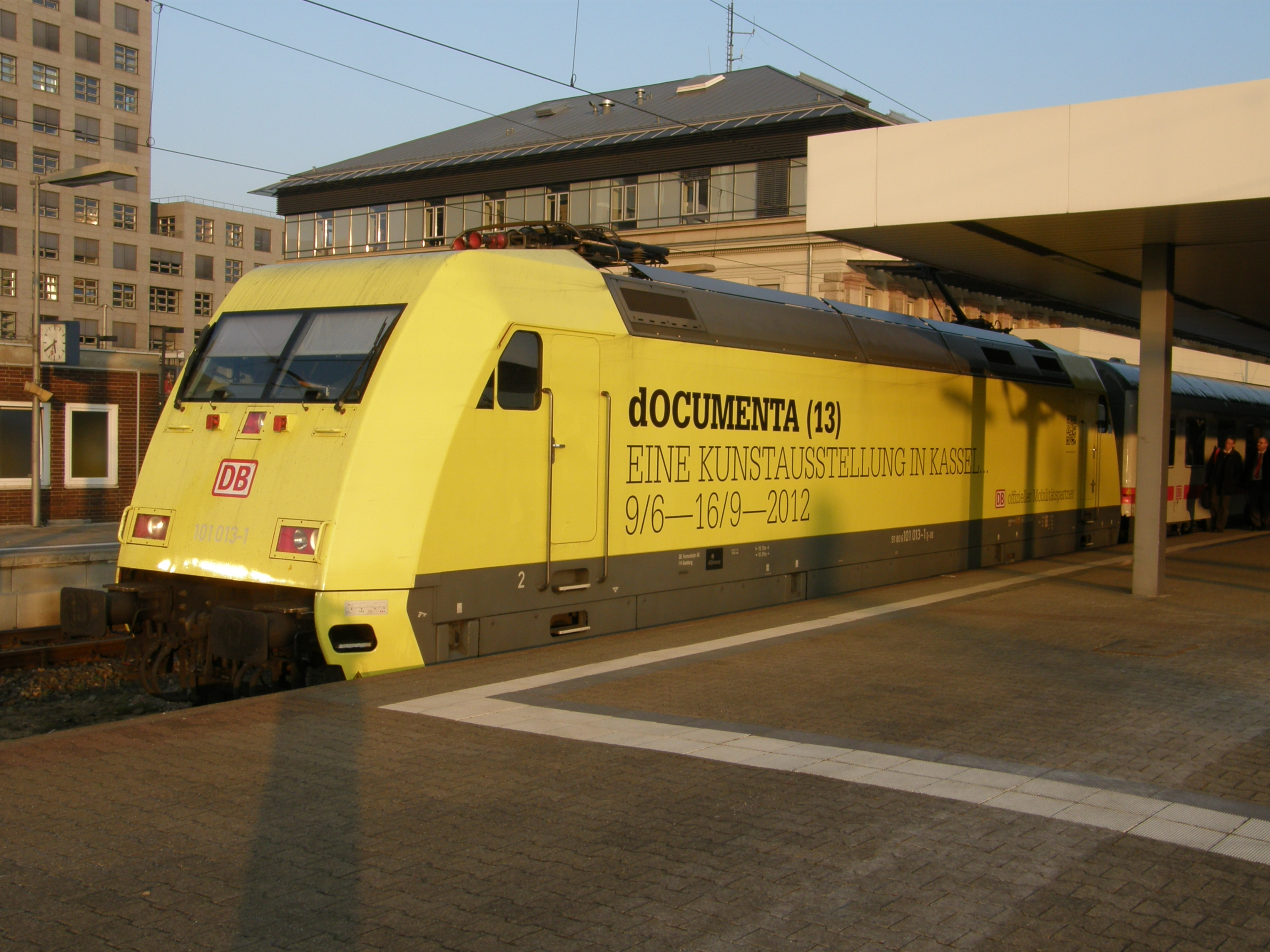
搭载卡塞尔文献展广告的101 013号机车

## 101型092号事故

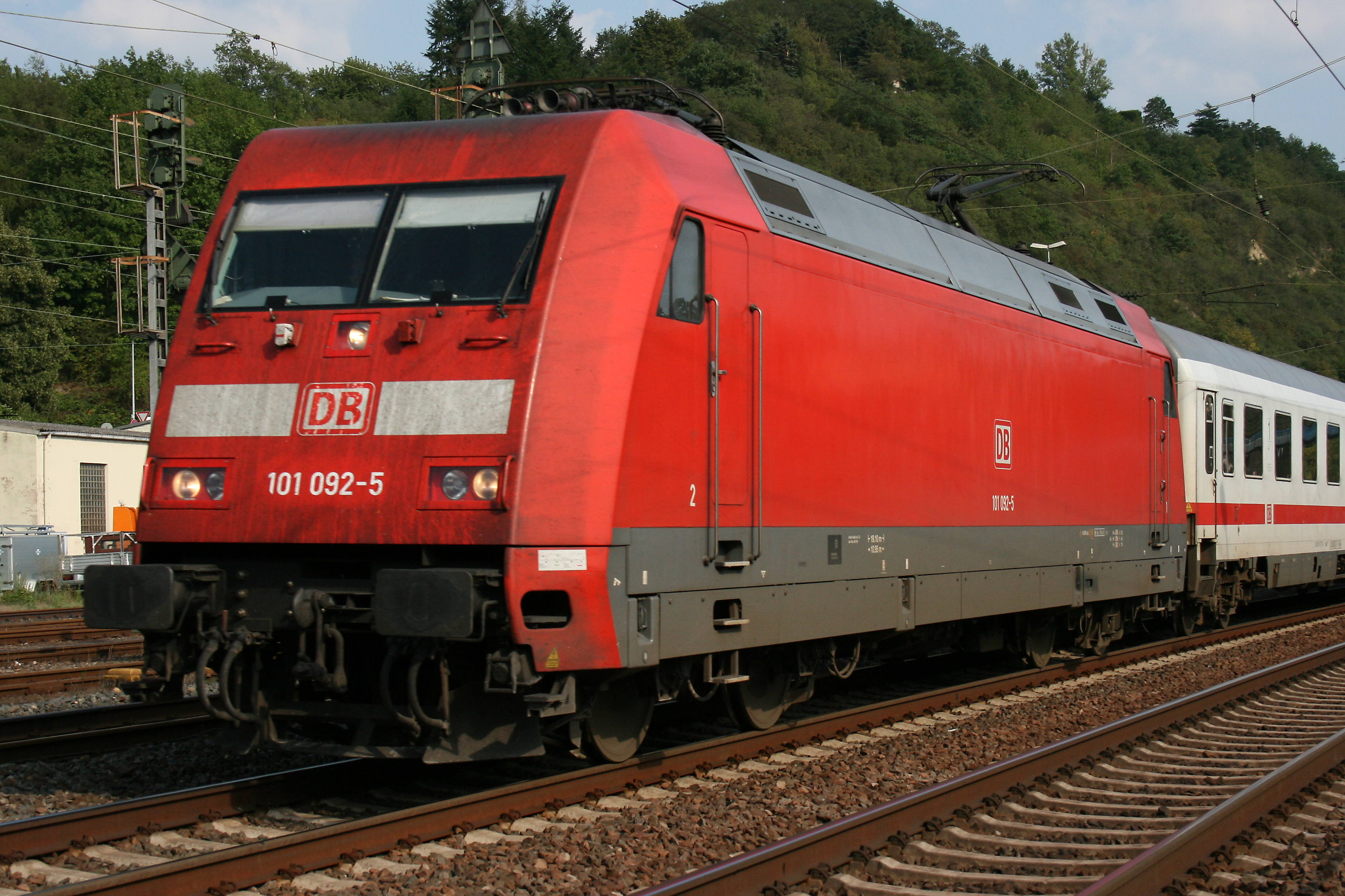
事故后经过重造的101 092号机车

2000年2月6日，一台101 092号机车执行由阿姆斯特丹至巴塞尔的D203次快速列车牵引任务。列车在行驶至德国-荷兰边境车站埃默里希时更换了司机。
列车在驶离科隆不久后，司机根据信号将车速降低到60km/h。当时D203次所行驶的线路上正在进行线路维修，列车经过几次转辙，进入左侧轨道行驶。此后司机按照规章加速到130km/h（亦为区间限速）。随后D203次以大约100公里的时速通过了布吕尔车站的进站信号灯。司机随即接到停车指令，开始减速。该信号要求列车以40km的时速进入车站。然而，在通过信号灯后，驾驶员曾进行短暂的加速，并以120km的时速经过了下一个道岔（限速40），随即出轨。机车驶离了线路及路基、撞进了一栋路边的房子，亦有数节车厢脱轨，有的插进了车站的站房。此次事故共造成9人死亡，149人受伤。
起初舆论普遍指责D203次列车缺乏经验的年轻司机（时年28岁）。而后，人们开始注意司机之外的因素。早就有过驾驶员抱怨布吕尔车站信号混乱，易使人误解。事故发生时车站确有120公里限速的信号，但这一信号实际上是适用于对面线路的。但即使如此，该列车司机也犯下了一个重大的错误，那就是他应该发现40公里限速信号是先于其他信号的，如果他仅按照这一信号行车，那么一切便会安然无恙了。事后，司机和3名德国铁路员工因为玩忽职守致人死亡而被起诉。司机被认定忽视信号，错误操作。而三名德铁员工的罪名则是忽视自动超速警示系统，而非发送错误指令。